# Bni Ounjel Tafraout
Bni Ounjel Tafraout (àrab بني ونجل تافراوت) és una comuna rural de la província de Taounate de la regió de Fes-Meknès. Segons el cens de 2014 tenia una població total de 6.962 persones.